# マルトゥニ地区

2020年紛争以前の領域。赤色の範囲はアゼルバイジャンが実効支配していた。

マルトゥニ地区（マルトゥニちく、アルメニア語: Մարտունու շրջան、ロシア語: Мартунинский район）は、かつてアゼルバイジャンのナゴルノ・カラバフを実効支配していたアルツァフ共和国（ナゴルノ・カラバフ共和国）が設置した地区（ラヨン）。中心都市はマルトゥニ（アゼルバイジャン語名ホジャヴェンド）。
アルツァフの東部に位置し、北と東をアゼルバイジャン、南をハドルト地区、西をアスケラン地区と接する。地区の一部はアゼルバイジャンが実効支配しており、アルツァフは領有権を主張している。
旧ナゴルノ・カラバフ自治州に設置されていた同名の地区を前身とする。ナゴルノ・カラバフ戦争（第一次ナゴルノ・カラバフ戦争）で旧自治州外のアグダム県の一部を占領し領域を拡大した。だが2020年ナゴルノ・カラバフ紛争で地区の東部・南部を失い、停戦協定でアグダム県地域をアゼルバイジャンへ返還した。2023年ナゴルノ・カラバフ衝突でアルツァフは降伏し、全域がアゼルバイジャン領となった。アゼルバイジャン領復帰後はホジャヴェンド県の一部となっている。
2020年紛争以前の面積は951.2平方キロメートル（1,098.33 km2 とする資料もある）。人口は21,300人で、首都ステパナケルト特別市に次いで多かった。

## 歴史
前身はアゼルバイジャン・ソビエト社会主義共和国内のナゴルノ・カラバフ自治州に設置されていた同名の地区。1991年9月2日に自治州がナゴルノ・カラバフ共和国（現在のアルツァフ）として独立宣言後、改めてマルトゥニ地区が発足した。なおアゼルバイジャン政府は11月26日に自治州を廃止し、マルトゥニ地区とハドルト地区は合併してホジャヴェンド県となった。11月20日、1991年ソ連国内軍ヘリ撃墜事件がカラケンドで発生した。
アルメニア人勢力は北のアグダム県を占領し、マルトゥニ地区とアスケラン地区に編入した。しかし旧マルトゥニ地区全域を支配下に置くことはできず、地区東部がアゼルバイジャン領に残った。
2020年ナゴルノ・カラバフ紛争（第二次ナゴルノ・カラバフ戦争）では地区南部をアゼルバイジャン軍に占領された。停戦協定では旧自治州外の占領地にあたるアグダム県を11月20日にアゼルバイジャンへ返還した。
2023年ナゴルノ・カラバフ衝突では地区南部のMachkalashenの住民がロシア平和維持部隊の基地へ避難した。アルツァフは降伏し、全域がアゼルバイジャン領に復帰した。マルトゥニ地区は実態を失ったが、行政長官は無給で引き続き公務に就いており、名目上は存続している。

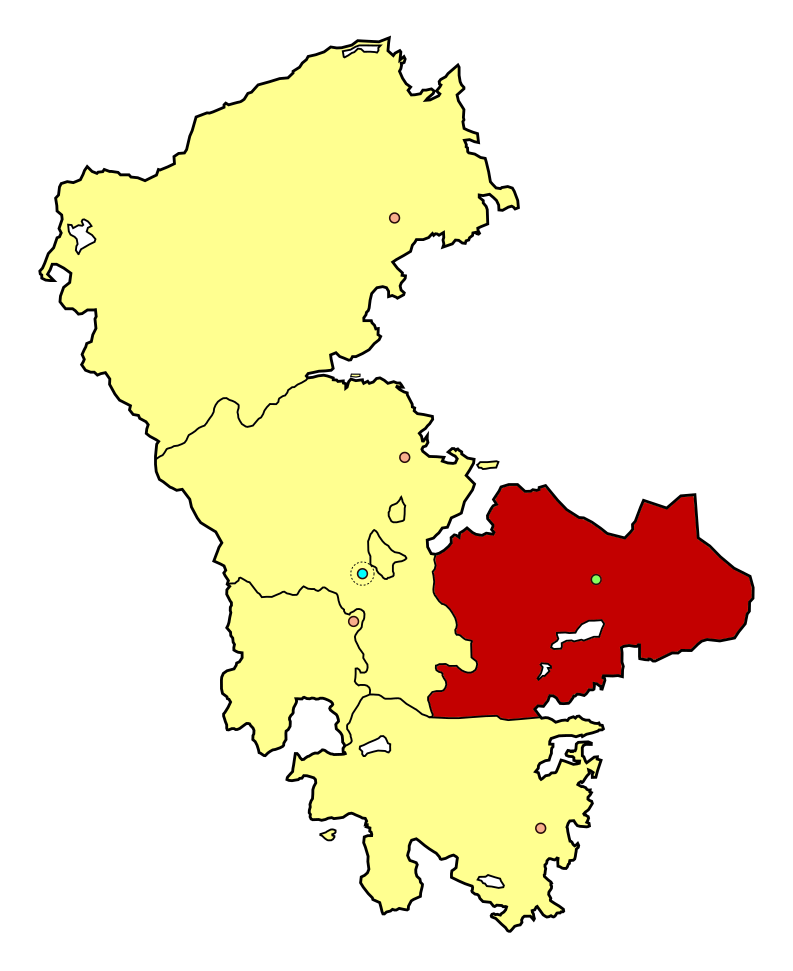
自治州時代の領域
2020年までの領域
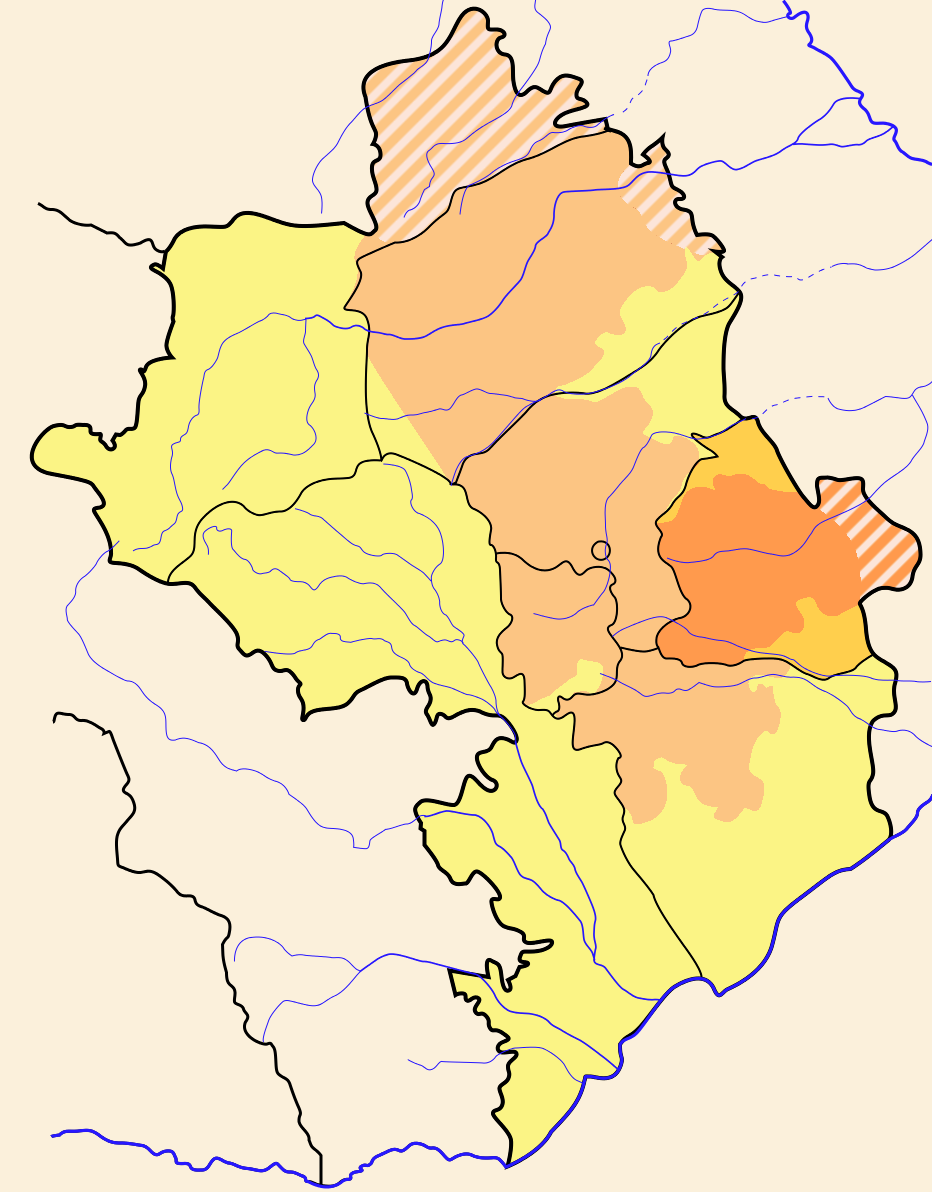
旧自治州と2020年までのマルトゥニ地区を重ね合わせた地図

## 地理
地区西部は丘陵地帯、東部は標高1200 mから1500 mほどの山岳地帯となっている。
マルトゥニ周辺の低地部の気候は乾燥した亜熱帯で、降水量は少ない。

## 都市
2020年1月時点で2都市と33農村共同体が所属している。
以下は2005年国勢調査に記載されている都市の一覧である。カッコ内はアゼルバイジャン語名。
都市
- チャルタル（ロシア語版）
- マルトゥニ（ロシア語版）（ホジャヴェンド）

村
- Ashan（Heşan）
- Avdur
- ベルダシェン（ロシア語版）（カラケンド）
- Gishi（Kiş）
- Yemishchan（Yemişcan）
- Zardanashen（Zərdanaşen、2020年11月9日に喪失[5]）
- Taghavard（Tağaverd、2020年11月9日に南半分を喪失し、村が分断された[5][11]）
- Kherkhan（Xərxan）
- Khnushinak（Xanoba）
- Tsovategh（Zavadıx）
- Kaghartsi（Qağartsi）
- Karmir Shuka（Qırmızı Bazar）
- Kolkhozashen（Arpadüzü）
- Haghorti（Kəndxurd）
- Hatsi（Çörəkli）
- Herher（Qarqar）
- Kavahan（Gavahın）
- グゼ・チャルタル（ロシア語版）
- Machkalashen（Cütcü）
- Myurishen（Mirikənd）
- Msmna（Ağbulaq）
- Mushkapat（Müşkapat）
- Nngi（Cəmiyyət）
- Norshen（Yenikənd）
- Shekher（Şexer、2020年11月9日に喪失[5]）
- Paravatumb（Qarıtəpə）
- Sargsashen（Çağadüz、2020年紛争で喪失[12]）
- Sos
- Spitakashen（Ağkənd）
- Karahunj（Qarazəmi）
- Kert（Quzumkənd）
- Jivani（Qacar、2020年紛争で喪失[12]）
- Varanda（Qaradağlı）
- Vazgenashen（Gülablı、2020年11月20日に返還[13]）

## 住民
2020年1月1日時点の法定人口は21,300人で、総人口の14%を占める。住民のほとんどはアルメニア人である。アルツァフの支配下になる前はアゼルバイジャン人も居住していたが、第一次ナゴルノ・カラバフ戦争の際にほとんど脱出している。
国勢調査の地区人口および民族別人口の変遷は以下の表のとおり 。
| 民族               | 1939年 | 1959年 | 1970年 | 1979年 | 2005年 | 2015年 |
| ------------------ | ------ | ------ | ------ | ------ | ------ | ------ |
| アルメニア人       | 30,235 | 21,695 | 22,372 | 21,986 | 23,104 | -      |
| アゼルバイジャン人 | 1,501  | 2,958  | 3,664  | 5,486  | 1      | -      |
| ロシア人           | 457    | 134    | 53     | 155    | 22     | -      |
| その他             | 105    | 54     | 89     | 115    | 30     | -      |
| 地区人口           | 32,298 | 24,841 | 26,178 | 27,742 | 23,157 | 21,473 |

## 経済
地区の経済の根幹は農業で、穀物・ブドウ・果樹の栽培、畜産業が発展している。アルツァフの穀物総生産の24.2%、ブドウ総収穫量の58.9%を占めている。ブドウを使ったワイン造りが盛んで、地区で生産された「アルツァフ・シャンパン」は国内外で有名である。
2002年にLusakert養鶏工場が操業を開始した。

## 観光地

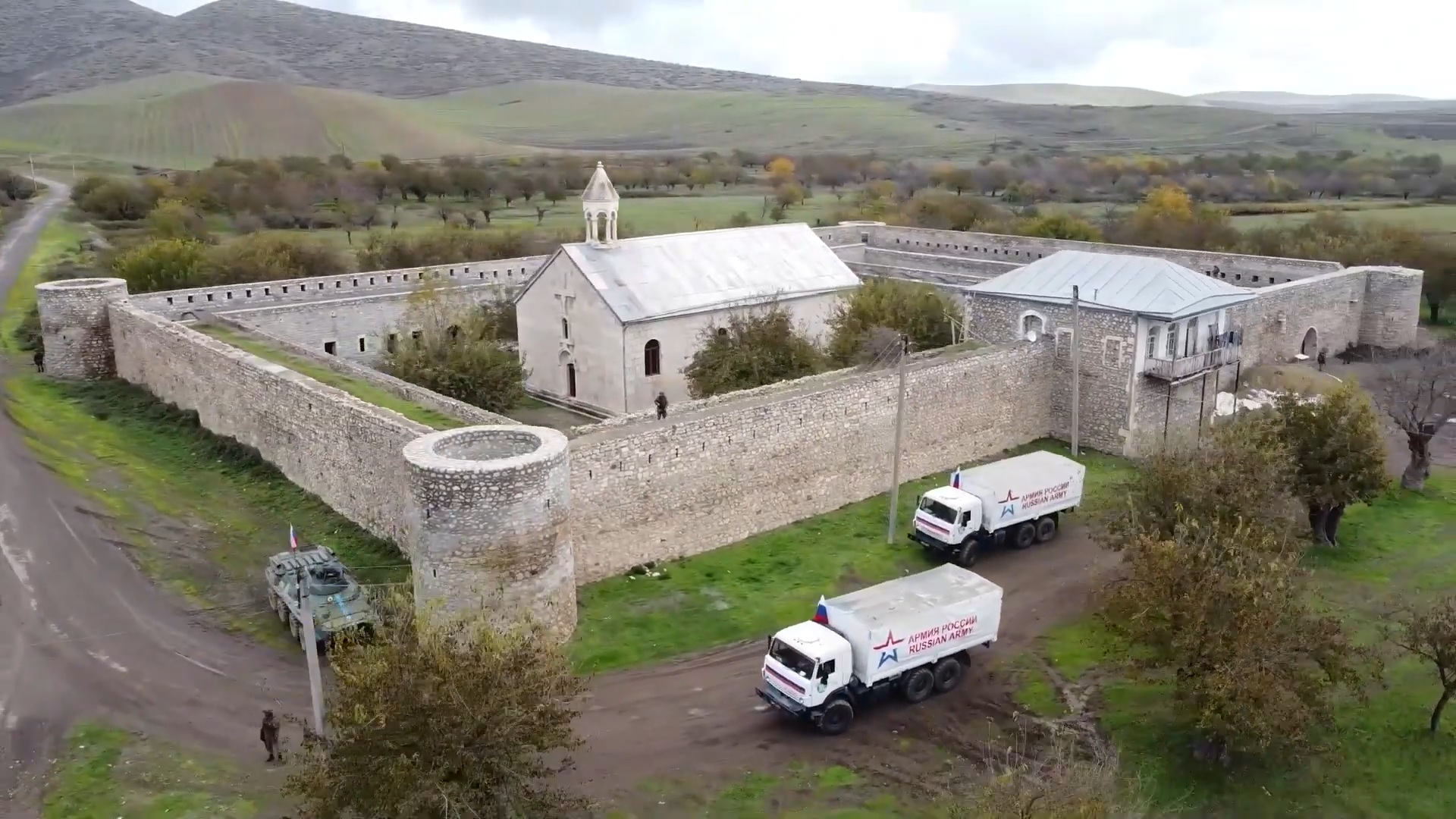
アマラス修道院（2021年撮影）

多くの古代の記念碑が保存されている。4世紀ごろに建てられたアマラス修道院、樹齢2千年を超えるスズカケノキのTnjri、国内で最も高い記念碑などがある。